# Glenn Davis (Leichtathlet)
Glenn „Ashby Jeep“ Davis (* 12. September 1934 in Wellsburg, West Virginia; † 28. Januar 2009 in Barberton, Ohio) war ein US-amerikanischer Leichtathlet und 400-Meter-Hürdenläufer. Er errang 1956 und 1960 drei olympische Goldmedaillen.

## Karriere
Davis stellte bei den US-Trials 1956 am 29. Juni in Los Angeles über 400 Meter Hürden mit 49,5 s einen Weltrekord auf und blieb damit als erster Läufer unter der magischen 50-Sekunden-Grenze.
Die drei olympischen Goldmedaillen gewann er 1956 in Melbourne (24. November) über die Hürden in 50,1 s, 1960 in Rom (2. September) über die gleiche Distanz in 49,3 s sowie als Mitglied der siegreichen USA-Staffel über 4-mal 400 Meter (8. September), die in der Besetzung Jack Yerman, Earl Young, Davis und Otis Davis mit 3:02,2 min Weltrekord lief (vor der deutschen Staffel, die mit Hans-Joachim Reske, Manfred Kinder, Johannes Kaiser und Carl Kaufmann knapp dahinter mit 3:02,7 min Europarekord erzielte).
Davis war auch ein exzellenter 400-Meter-Läufer, der auf einer Europatournee 1958 mehrere Male unter der 46-Sekunden-Grenze blieb. Seine Bestzeit über diese Strecke betrug 45,7 s über 440 Yards (402,67 m), was einer Durchgangszeit von 45,4 Sekunden für 400 Meter entsprach. Damit nahm Davis einen Platz unter den Top Ten in dieser Disziplin ein.
Er war 1,83 m groß und wog zu Wettkampfzeiten 77 kg.
Davis stand als Wide Receiver 1960 und 1961 im Team der Detroit Lions, einer Mannschaft der National Football League (NFL).
2014 fand er Aufnahme in die IAAF Hall of Fame.